# Chabtine
Chabtine (auch Chabtin, Shebteen oder Shabtin, arabisch شبطين, DMG Šabṭīn) ist ein Dorf im Gouvernement Nord-Libanon im Libanon. Es ist einige Kilometer südöstlich der Küstenstadt Batrun gelegen und gehört zum gleichnamigen Distrikt. Das Dorf hat rund 1400 Einwohner, die ihren Lebensunterhalt hauptsächlich in der Landwirtschaft bestreiten. Die Bevölkerung ist überwiegend maronitisch. Das Dorf verfügt über eine Primar- und eine Sekundarschule und seit 1984 auch über ein Postbüro.